# 오데사

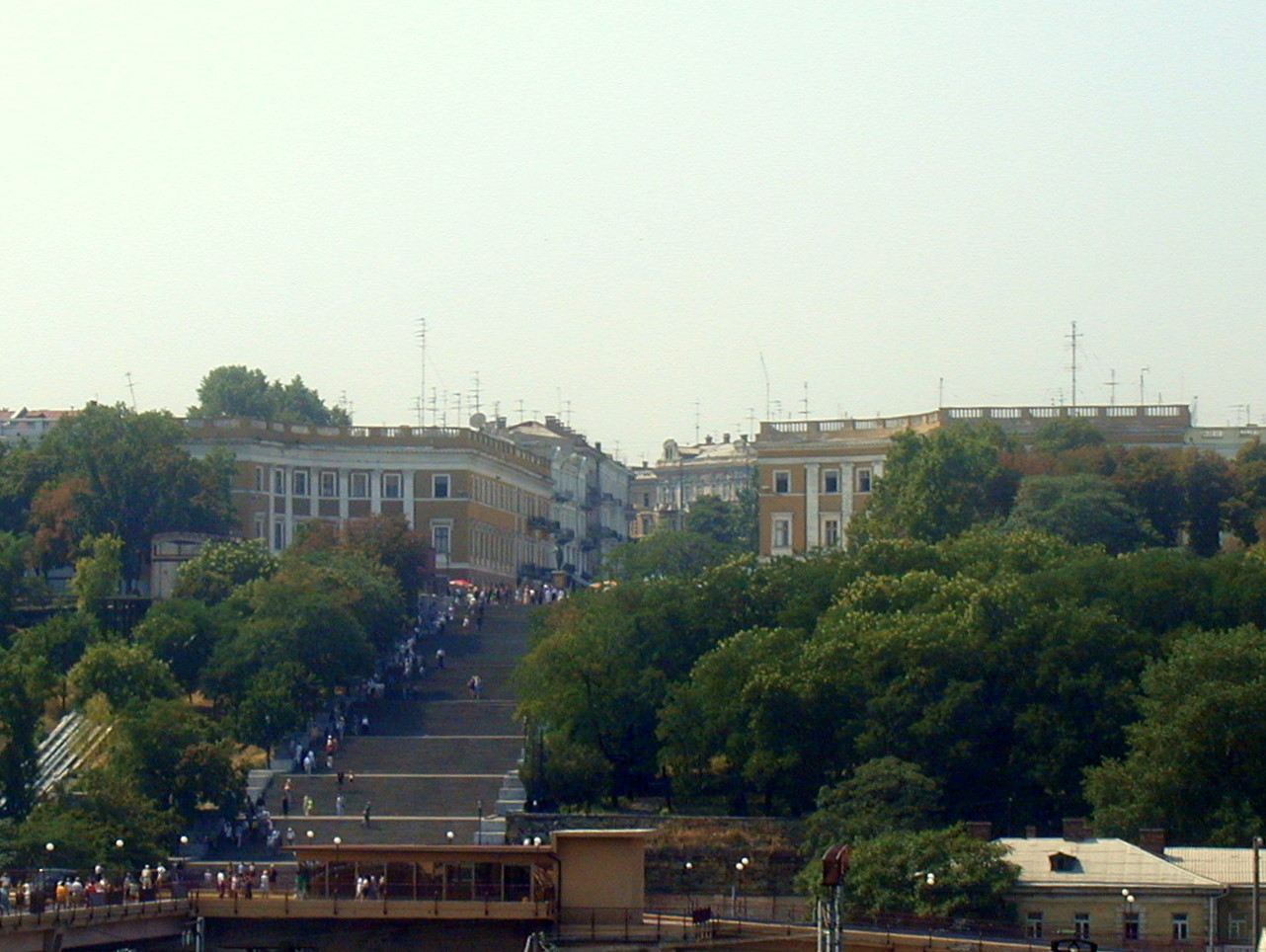
오데사 포툠킨 계단

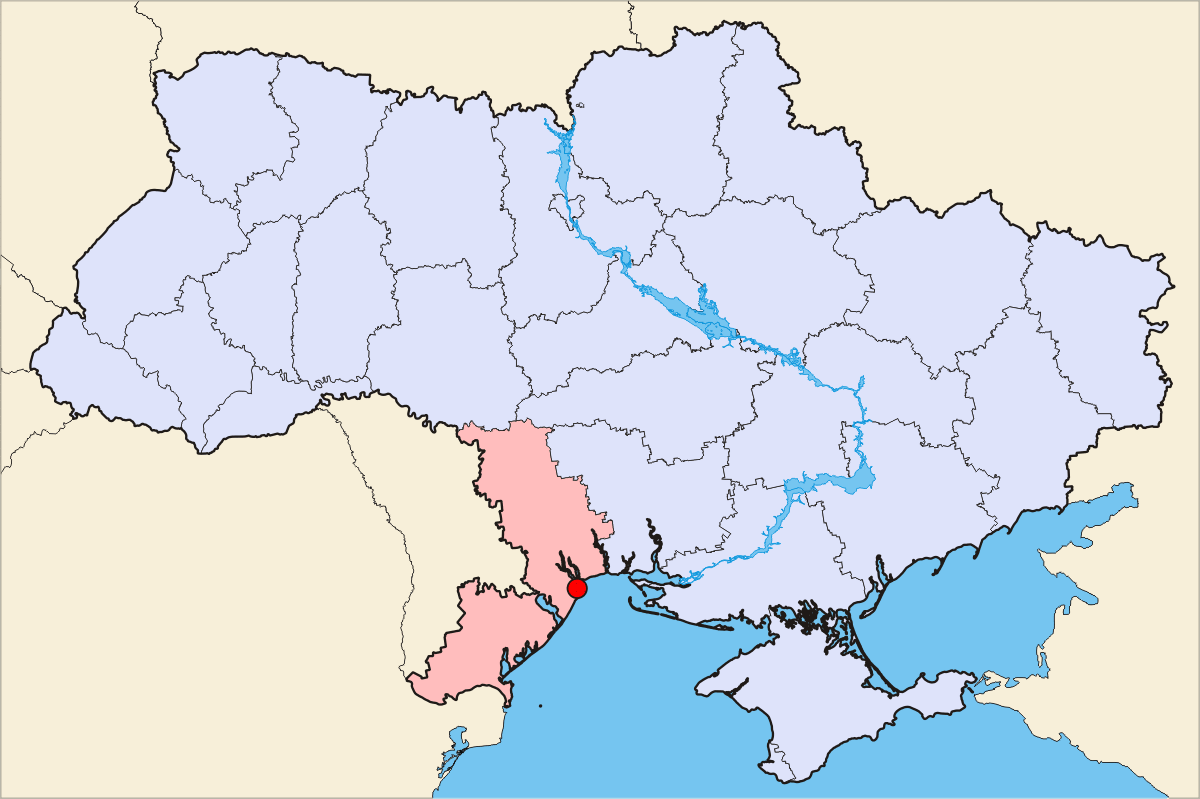
오데사의 위치

오데사(우크라이나어: Одеса, 러시아어: Одесса, 영어: Odesa, Odessa, 문화어: 오데싸)는 우크라이나 남부에 위치한 도시이다. 오데사주의 주도이며 흑해에 접한 항만 도시이다. 기계제조(자동차 ·선박), 제유업, 인비 제조업이 있다. 인구는 2015년 기준으로 1,016,515 명이다.
언어는 우크라이나어가 공식 언어로 되어 있다. 하지만 러시아인이 60% 이상으로 러시아어가 더 사용된다. 이전에는 독일인, 폴란드인, 유대인, 그리스인 등이 살던 다민족 도시였으나 현재는 우크라이나인이 60%, 러시아인이 30%로 이 두 민족이 대다수인 도시이다. 1897년 오데사 거주 인구 403,815 명 중 러시아어 사용자는 198,233 명으로 49%이었다.

## 역사
고전 시대에는 이 부근에 큰 그리스인 정착지가 있었다. 이후 리투아니아 대공국령의 하지베이(Hacibey)라는 항구 도시가 1415년 콘스탄티노플의 문헌 기록에 처음 등장하며, 대공국이 이 일대의 영향력을 상실한 후 1519년 하지베이는 오스만 제국의 영토가 된다.
러시아-튀르크 전쟁 (1787년–1792년)에서 오스만을 물리친 러시아 제국은 1794년 예카테리나 2세의 명으로 이곳에 오데사라는 이름의 근대적 도시를 처음 설립하였고, 이후 오데사는 자유항으로서 발전하였다. 19세기 동안 오데사는 러시아 제국에서 모스크바, 상트페테르부르크, 바르샤바 다음으로 큰 제4의 대도시였으며, 지중해식 건축 양식의 영향을 많이 받은 여러 화려한 건축물들이 세워졌다.
1917년 볼셰비키 혁명이 일어나고 우크라이나-소련 전쟁이 벌어진 와중에 이곳에서는 볼셰비키파가 우크라이나 인민공화국에 반기를 들고 두 차례 반란을 일으켰고, 2번째 반란에서는 오데사 소비에트 공화국이라는 국가가 선포되기까지 했었다. 이들은 오스트리아군에 의해 진압되었으나 제1차 세계대전이 끝남에 따라 동맹국 군대들이 철수하자 끝내 소련이 점령하게 되었다.
제2차 세계대전 중 1941년 8월 오데사는 나치 독일과 그 동맹국 루마니아 왕국의 공격을 받았다. 73일 간 벌어진 오데사 포위전은 독일-루마니아 측의 승리로 끝났고, 루마니아는 이곳에 트란스니스트리아 총독부를 세우고 오데사와 주변 지역을 지배하기 시작했다. 공방전 이후 오데사에서는 유대인을 비롯한 시민 수만 명이 대량 살해당하는 오데사 학살이 벌어진다. 다만 나중에 루마니아 당국은 유대인들을 독일 측에 넘겨주는 것을 거부하였고, 이로 인해 학살 사건에도 불구하고 오데사에는 유대인 인구가 많이 남게 되었다. 1944년 4월 10일 소련이 다시 도시를 해방하였고 오데사에 영웅 도시 칭호를 부여하였다.
1991년부터는 독립한 우크라이나의 영토가 되었고, 조선, 정유, 화학, 금공, 식품 가공 등의 산업 도시로서 해군 기지가 위치해 있다. 2014년 우크라이나 친러시아 분쟁 중에 이 도시에서는 2014년 오데사 충돌로 불리는 폭력 사태가 있었고, 이때 친러 시위대 측의 46명이 살해당했다. 2022년 러시아의 우크라이나 침공이 벌어진 이래로, 오데사는 현재까지 대규모 전투는 일어나지 않았으나 폭격 등의 피해를 입은 바 있다.

## 인구
| 연도 | 인구      | ±% p.a. |
| ---- | --------- | ------- |
| 1795 | 2,349     | —       |
| 1800 | 6,000     | +20.63% |
| 1802 | 9,000     | +22.47% |
| 1813 | 35,000    | +13.14% |
| 1829 | 52,000    | +2.51%  |
| 1832 | 60,000    | +4.89%  |
| 1844 | 77,800    | +2.19%  |
| 1858 | 104,200   | +2.11%  |
| 1863 | 118,900   | +2.67%  |
| 1873 | 193,513   | +4.99%  |
| 1880 | 217,000   | +1.65%  |
| 1885 | 240,600   | +2.09%  |
| 1891 | 297,600   | +3.61%  |
| 1897 | 403,815   | +5.22%  |
| 1907 | 449,700   | +1.08%  |
| 1910 | 506,000   | +4.01%  |
| 1912 | 635,000   | +12.02% |
| 1914 | 481,500   | −12.92% |
| 1920 | 454,200   | −0.97%  |
| 1925 | 325,354   | −6.45%  |
| 1936 | 534,000   | +4.61%  |
| 1939 | 601,651   | +4.06%  |
| 1956 | 607,000   | +0.05%  |
| 1959 | 667,182   | +3.20%  |
| 1964 | 721,000   | +1.56%  |
| 1970 | 892,000   | +3.61%  |
| 1981 | 1,072,000 | +1.69%  |
| 1989 | 1,115,371 | +0.50%  |
| 1991 | 1,100,700 | −0.66%  |
| 1998 | 1,027,600 | −0.98%  |
| 2001 | 1,029,049 | +0.05%  |
| 2008 | 994,739   | −0.48%  |
| 2013 | 1,014,900 | +0.40%  |
| 2018 | 1,011,494 | −0.07%  |
| 2019 | 1,013,159 | +0.16%  |
| at   |           |         |

## 기후
| 오데사의 기후                                                              | 오데사의 기후 | 오데사의 기후 | 오데사의 기후 | 오데사의 기후 | 오데사의 기후 | 오데사의 기후 | 오데사의 기후 | 오데사의 기후 | 오데사의 기후 | 오데사의 기후 | 오데사의 기후 | 오데사의 기후 | 오데사의 기후 |
| 월                                                                         | 1월           | 2월           | 3월           | 4월           | 5월           | 6월           | 7월           | 8월           | 9월           | 10월          | 11월          | 12월          | 연간          |
| -------------------------------------------------------------------------- | ------------- | ------------- | ------------- | ------------- | ------------- | ------------- | ------------- | ------------- | ------------- | ------------- | ------------- | ------------- | ------------- |
| 역대 최고 기온 °C (°F)                                                     | 15.7 (60.3)   | 19.2 (66.6)   | 24.8 (76.6)   | 29.4 (84.9)   | 33.3 (91.9)   | 37.2 (99.0)   | 39.3 (102.7)  | 38.0 (100.4)  | 35.4 (95.7)   | 31.1 (88.0)   | 26.0 (78.8)   | 16.9 (62.4)   | 39.3 (102.7)  |
| 일평균 최고 기온 °C (°F)                                                   | 2.3 (36.1)    | 3.4 (38.1)    | 7.7 (45.9)    | 13.6 (56.5)   | 20.3 (68.5)   | 25.1 (77.2)   | 27.9 (82.2)   | 27.7 (81.9)   | 21.8 (71.2)   | 15.3 (59.5)   | 9.1 (48.4)    | 4.2 (39.6)    | 14.9 (58.8)   |
| 일일 평균 기온 °C (°F)                                                     | −0.4 (31.3)   | 0.4 (32.7)    | 4.3 (39.7)    | 10.0 (50.0)   | 16.2 (61.2)   | 20.8 (69.4)   | 23.4 (74.1)   | 23.1 (73.6)   | 17.8 (64.0)   | 12.0 (53.6)   | 6.3 (43.3)    | 1.5 (34.7)    | 11.3 (52.3)   |
| 일평균 최저 기온 °C (°F)                                                   | −2.7 (27.1)   | −2.1 (28.2)   | 1.6 (34.9)    | 6.9 (44.4)    | 12.6 (54.7)   | 16.9 (62.4)   | 19.1 (66.4)   | 18.5 (65.3)   | 14.0 (57.2)   | 8.9 (48.0)    | 3.9 (39.0)    | −0.8 (30.6)   | 8.1 (46.6)    |
| 역대 최저 기온 °C (°F)                                                     | −26.2 (−15.2) | −28.0 (−18.4) | −16.0 (3.2)   | −5.9 (21.4)   | 0.3 (32.5)    | 5.2 (41.4)    | 7.5 (45.5)    | 7.9 (46.2)    | −0.8 (30.6)   | −13.3 (8.1)   | −14.6 (5.7)   | −19.6 (−3.3)  | −28.0 (−18.4) |
| 평균 강수량 mm (인치)                                                      | 43 (1.7)      | 35 (1.4)      | 35 (1.4)      | 28 (1.1)      | 39 (1.5)      | 47 (1.9)      | 45 (1.8)      | 40 (1.6)      | 44 (1.7)      | 37 (1.5)      | 39 (1.5)      | 38 (1.5)      | 470 (18.5)    |
| 평균 강우일수                                                              | 9             | 7             | 10            | 11            | 12            | 13            | 10            | 8             | 9             | 10            | 13            | 10            | 122           |
| 평균 강설일수                                                              | 11            | 10            | 6             | 0.4           | 0             | 0             | 0             | 0             | 0             | 0.2           | 4             | 9             | 41            |
| 평균 상대 습도 (%)                                                         | 82.5          | 80.7          | 78.4          | 74.5          | 71.0          | 70.6          | 66.0          | 65.4          | 71.8          | 77.1          | 81.9          | 83.6          | 75.3          |
| 평균 월간 일조시간                                                         | 55            | 88            | 153           | 219           | 299           | 315           | 348           | 323           | 239           | 158           | 63            | 48            | 2,308         |
| 출처 1: Pogoda.ru (평년값: 1991년~2020년, 극값: 1894년~현재)               |               |               |               |               |               |               |               |               |               |               |               |               |               |
| 출처 2: 미국 해양대기청 (상대습도: 1981년~2010년, 일조시간: 1991년~2020년) |               |               |               |               |               |               |               |               |               |               |               |               |               |

## 자매 도시
| - 영국 리버풀 (1957년) - 핀란드 오울루 (1957년) - 크로아티아 스플리트 (1964년) - 일본 요코하마시 (1965년) - 이집트 알렉산드리아 (1968년) - 캐나다 밴쿠버 (1971년) - 이탈리아 제노바 (1972년) - 프랑스 마르세유 (1973년) | - 미국 볼티모어 (1975년) - 헝가리 세게드 (1977년) - 스페인 발렌시아 (1981년) - 인도 콜카타 (1986년) - 독일 레겐스부르크 (1990년) - 루마니아 콘스탄차 (1991년) - 불가리아 바르나 (1992년) - 이스라엘 하이파 (1992년) | - 폴란드 우치 (1993년) - 그리스 피레아스 (1993년) - 중국 칭다오시 (1993년) - 몰도바 키시너우 (1994년) - 아르메니아 예레반 (1995년) - 키프로스 니코시아 (1996년) - 터키 이스탄불 (1997년) - 러시아 로스토프나도누 (2009년) |

## 같이 보기
- 헤르손현